# Saksenaeaceae
Saksenaeaceae är en familj av svampar som beskrevs av Clifford William Hesseltine och John J. Ellis. Saksenaeaceae ingår i ordningen Mucorales, klassen Zygomycetes, divisionen oksvampar och riket svampar.